# Île de Cayenne
Île de Cayenne är en ö i Franska Guyana (Frankrike). Den ligger i den nordöstra delen av landet, 11 km söder om huvudstaden Cayenne.